# O Candidato Honesto 2
O Candidato Honesto 2 é um filme de comédia brasileiro de 2018. É a continuação do filme de 2013, O Candidato Honesto, em que Leandro Hassum vive novamente o deputado João Ernesto, um político corrupto, que desta vez, após sair da prisão, se candidata a Presidente da República.

## Sinopse
João Ernesto (Leandro Hassum) é preso, com a pena de quatrocentos anos. Após ser solto depois de quatro anos na prisão, decide se candidatar à presidência da república novamente. Vence as eleições adorado pelo povo, como um político que assumiu seus erros, porém não tem uma vida fácil em Brasília acompanhado pelo sinistro vice Ivan Pires.

## Contexto de lançamento
Pelo fato do filme ter sido lançado no ano das eleições brasileiras de 2018, o filme é repleto de piadas e visões críticas e escrachadas da política nacional, tendo algumas personagens do elenco representarem alguns políticos conhecidos da política brasileira, tais como: Dilma Rousseff (Presidenta), Michel Temer (Ivan Pires), Jair Bolsonaro (Pedro Rebento) e entre outros, sendo todos estes extremamente satirizados nas suas representações.

## Elenco
- Leandro Hassum como João Ernesto Ribamar
- Rosanne Mulholland como Amanda
- Victor Leal como Marcelinho
- Flávia Garrafa como Isabel
- Cassio Pandolfi como Ivan Pires
- Mila Ribeiro como Presidenta
- Anderson Müller como Pedro Rebento
- Paulinho Serra como Celsinho
- Maria Padilha como Mariza Valente
- Charles Myara como Deputado Washington Barroso
- Falcão como Palhaço Pororoca
- José Santa Cruz como Deputado Venceslau Guimarães
- Leda Nagle como Leda Prado
- Henri Pagnoncelli como Nelson
- Kayky Brito como Jairzinho